# Carinus
Carinus (død 285) var den ene af den romerske kejser Carus' to sønner. Carinus og hans bror Numerianus blev begge udnævnt til Cæsar da faderen kom til magten. Da Carus drog på felttog i øst sammen med Numerianus udnævnte han Carinus til Augustus og gav ham ansvaret for hele den vestlige del af riget. Efter farens død blev Carinus myrdet af sine egne officerer.

## Eksterne kilder
- Collins, Roger: Early Medieval Europe 300-1000, Second Edition, Palgrave 1999